# Academia Puerto Cabello Club de Fútbol
La Academia Puerto Cabello Club de Fútbol, conocido simplemente como Academia Puerto Cabello, es un club de fútbol profesional venezolano con sede en Puerto Cabello, Carabobo. Actualmente juega en la Primera División de Venezuela y disputa sus partidos como local en el Complejo Deportivo Socialista, conocido popularmente como “La Bombonerita”.

## Historia
La Academia Puerto Cabello fue fundada el 13 de junio de 2014 en la ciudad de Puerto Cabello, ubicada en el estado Carabobo, Venezuela.[cita requerida] El equipo disputa sus partidos como local en el estadio Complejo Deportivo Socialista.
El club se inscribió en el Torneo de Tercera División para la temporada 2014-15, debutando el 6 de septiembre de 2014 con una victoria 2-0 frente a Bejuma FC. Finalizó esa campaña en la primera posición de su grupo, con un registro de 12 victorias, un empate y una derrota.
En 2015 participó en el Torneo de Promoción y Permanencia, en el cual compartió el liderato de su grupo con Gran Valencia, ambos con 26 puntos, lo que le permitió obtener el ascenso a la Segunda División para el Torneo Adecuación de ese mismo año.[cita requerida]
Su debut en la Segunda División se produjo el 17 de julio de 2015, con un empate 1-1 ante Gran Valencia. En ese encuentro, el gol del equipo fue anotado por Héctor García. Al término del torneo, el club finalizó segundo en su grupo y logró avanzar a la fase final de ascenso, donde ocupó el quinto lugar.
La Academia Puerto Cabello hizo su debut en la Primera División el 28 de enero de 2018, en un empate sin goles frente a Metropolitanos. En esa temporada inicial en la máxima categoría del fútbol venezolano, el equipo finalizó en la 14.ª posición de 18 participantes.
En la temporada 2019, el equipo fue dirigido por Carlos Maldonado y contó con jugadores como Eduardo Herrera y Robert Garcés. A pesar de estos refuerzos, el club terminó en posiciones intermedias en ambos torneos cortos del año.
Durante la temporada 2020, la institución realizó un cambio en su identidad visual, modificando por tercera vez su escudo oficial. Este mismo año, compitió en el Grupo A de la Primera División de Venezuela. Finalizó en la tercera posición con 26 puntos, producto de 6 victorias, 8 empates y 2 derrotas, lo que le permitió clasificar a la Copa Sudamericana 2021.
Durante 2021, el equipo participó en la Copa Sudamericana, siendo eliminado en la primera fase. En el torneo local, no logró clasificar a competiciones internacionales.
La temporada 2022 estuvo marcada por cambios en la dirección técnica. Francisco Perlo asumió como entrenador en diciembre de 2021, pero dejó el cargo en abril de 2022. Fue sucedido por Bladimir Morales y posteriormente por Juan Domingo Tolisano en mayo. Bajo su liderazgo, el equipo finalizó séptimo en la clasificación general, con un récord de 11 victorias, 8 empates y 11 derrotas, acumulando 41 puntos.
En 2023, la Academia Puerto Cabello vivió una de sus mejores campañas. Con Noel Sanvicente como entrenador, el equipo logró un segundo lugar en la fase regular de la Primera División, con 19 victorias, 3 empates y 6 derrotas, sumando 60 puntos. En la Copa Sudamericana, alcanzó la fase de grupos, finalizando en la última posición de su grupo.
La temporada 2024 vio al equipo terminar en la séptima posición de la Primera División. Además, participó por primera vez en la Copa Libertadores, siendo eliminado en la segunda fase.
En 2025, la Academia Puerto Cabello destacó en el ámbito internacional juvenil al alcanzar los cuartos de final del MICFootball en España, un prestigioso torneo de fútbol base.
En la Copa Sudamericana 2025, el club fue parte del Grupo G junto a Lanús, Vasco da Gama y Melgar. En su debut, empató 2-2 contra Lanús en casa. Posteriormente, sufrió una derrota por 1-0 ante Vasco da Gama en Río de Janeiro. En un destacado desempeño, venció a Vasco da Gama por 4-1 en Valencia, con goles de Junior Paredes (2), Gerardo Padrón y Raudy Guerrero. Sin embargo, fue derrotado 1-0 por Melgar en casa. Antes del último partido de la fase de grupos, el equipo acumulaba 5 puntos, ubicándose en la cuarta posición del grupo. Empató otra vez 2-2 contra Lanús, y terminó eliminado.

## Infraestructura

### Estadio
La Academia Puerto Cabello disputa sus partidos en el Complejo Deportivo Socialista, conocido popularmente como "La Bombonerita". Este recinto tiene una capacidad aproximada para 7.500 espectadores.

### Estadio Alterno y Sede Deportiva Social
El Complejo Deportivo Vistamar alberga varias canchas, entre las cuales se destacan una principal y una secundaria. La cancha principal cuenta con una capacidad para 2.500 espectadores.[cita requerida]

### En competencias CONMEBOL
Dado que los estadios mencionados no cumplen con los requisitos establecidos por la CONMEBOL,[cita requerida] la Academia Puerto Cabello utiliza el polideportivo para sus compromisos internacionales en Sudamérica. Este estadio tiene capacidad para 10.000 personas.

## Uniforme
- Titular: Camiseta:Azul oscura con rayas naranja pantalón:azul oscura y medias:naranja oscura.
- Alternativo: Camiseta:blanca con  , pantalón y medias.

### Evolución del uniforme
| 2016 Titular | 2016 Titular | 2017 Titular Actualidad | 2017 Visitante Actualidad |  |

### Indumentaria y patrocinador
| Patrocinios y Proveedores | Patrocinios y Proveedores                                                   | Patrocinios y Proveedores | Patrocinios y Proveedores |
| ------------------------- | --------------------------------------------------------------------------- | ------------------------- | ------------------------- |
| Periodo                   | Patrocinador principal                                                      | Proveedores               |                           |
| 2018                      | Aruba Airlines                                                              | Uhlsport                  |                           |
| 2019                      | Ninguno                                                                     | Vergara                   |                           |
| 2020 - 2021               | Samsung CLX                                                                 | Skyros Sports             |                           |
| 2022                      | Samsung CLX Valcro Bio Mercados Ven App Puro Avena Turpial Airlines         | Kappa                     |                           |
| 2023                      | Samsung CLX Bio Mercados Daka Forum Super Mayorista Valcro Turpial Airlines | Givova                    |                           |
| 2024                      | Ninguno                                                                     | Givova                    |                           |
| 2025                      | Samsung CLX Bera Motorcycles                                                | Givova                    |                           |

- Fuente: Football Kit Archive (Archivo)

## Datos del club
- Temporadas en 1.ª División: 6 (2018 - Presente)
- Temporadas en 2.ª División: 3 (2015, 2016, 2017)
- Temporadas en 3.ª División: 1 (2014/15)

## Jugadores y cuerpo técnico

### Plantilla actual
(*) Jugadores Juveniles Sub-18, según reglamento del Torneo debe haber al menos 1 jugador Sub-18 en cancha

### Altas y bajasPrimera División de Venezuela 2025
| Altas |

| Jugador               | Posición      | Procedencia               | Tipo                        |
| --------------------- | ------------- | ------------------------- | --------------------------- |
| Oscar González        | Defensa       | Monagas SC                | Carta de libertad           |
| Luis Fernando Casiani | Defensa       | Caracas F. C.             | Carta de libertad           |
| Riki Mangana          | Defensa       | CF Talavera               | Carta de libertad           |
| Harrison Contreras    | Mediocampista | Caracas F. C.             | Carta de libertad           |
| Musa Isah             | Mediocampista | Lleida CF                 | Carta de libertad           |
| Tony Shimaga          | Defensa       | Clube Desportivo Feirense | Carta de libertad           |
| Salim Khelifi         | Mediocampista | Bandera de ?              | Agente libre                |
| Miguel Tavares        | Delantero     | Vizela                    | Cedido hasta el 31-Dic-2025 |
| Momo Mbaye            | Defensa       | Vizela                    | Cedido hasta el 31-Dic-2025 |
| Neftali Manzambi      | Delantero     | Bandera de ?              | Agente libre                |

| Bajas |

| Jugador                | Posición      | Destino                         | Tipo              |
| ---------------------- | ------------- | ------------------------------- | ----------------- |
| Sandro Notaroberto     | Defensa       | Bandera de ?                    | Agente libre      |
| Andrés Carabalí        | Delantero     | Bandera de ?                    | Agente libre      |
| Carlos Cermeño         | Mediocampista | Portuguesa F.C.                 | Agente libre      |
| Jesús Yendis           | Defensa       | Bandera de ?                    | Agente libre      |
| Carlos Rivero González | Defensa       | Bandera de ?                    | Agente libre      |
| Gabriel Fermín         | Delantero     | Bandera de ?                    | Agente libre      |
| Kendrys Silva          | Defensa       | UCV                             | Carta de libertad |
| Abraham Bahachille     | Mediocampista | R.C. Recreativo de Huelva       | Carta de libertad |
| Pierangelo Pagnano     | Mediocampista | Rayo Zuliano                    | Traspaso          |
| Federico Bravo         | Mediocampista | Club Atlético Chacarita Juniors | Carta de libertad |
| Richard Celis          | Delantero     | East Bengal FC                  | Carta de libertad |
| Giancarlo Schiavone    | Portero       | Deportivo La Guaira             | Carta de libertad |
| Facundo Cobos          | Defensa       | Estudiantes de Río Cuarto       | Carta de libertad |
| Rodrigo Rivas          | Delantero     | ESQC Bình Định                  | Carta de libertad |

## Distinciones individuales

### Máximo Goleadores Históricos
| #   | Nombre           | Goles |
| --- | ---------------- | ----- |
| 1.º | Luifer Hernández | 37    |
| 2.º | Raudy Guerrero   | 14    |
| 3.º | Lisandro Pérez   | 13    |

#### Goleadores en campeonatos nacionales
| Año                                | Jugador          | Goles |
| ---------------------------------- | ---------------- | ----- |
| Primera División de Venezuela 2023 | Luifer Hernández | 17    |

## Fútbol femenino
Es un equipo de fútbol profesional venezolano a nivel femenino y actualmente participa en la Liga Nacional de Fútbol Femenino de Venezuela, liga equivalente a la máxima división del fútbol femenino en Venezuela.

## Otras secciones y filiales
La Academia Puerto Cabello Te Quiero es la precursora del equipo porteño. No es una filial propiamente dicha, sino una institución socio-deportiva adjunta, de carácter formativo. Cuenta con dos canchas de fútbol profesional y cuatro campos de fútbol base en su Complejo Deportivo ubicado en la Urbanización Vistamar.